# Bonaventure de Bar
Bonaventure de Bar, född 1700 i Paris, död 1 september 1729 i Paris, var en fransk konstnär som efterliknade Antoine Watteaus konst.
Han blev medlem i den franska konstakademin i Paris. Hans inträdesmålning finns i museet Louvren.